# Arvidsjaur (comuna)
Arvidsjaur (em sueco: Arvidsjaur kommun;  ouça a pronúncia; em lapão Árviesjávrrie gielda) é uma comuna da Suécia localizada no sul do condado de Norrbotten. Sua capital é a cidade de Arvidsjaur. Possui 5 656 quilômetros quadrados e segundo censo de 2018, havia 6 334 habitantes.
É desde 2010 uma ”zona administrativa de língua lapónica” (Förvaltningsområdet för samiska språket), onde existem direitos linguísticos reforçados para a minoria étnica dos lapões.

## Etimologia
O nome geográfico Arvidsjaur é uma suequização de Ärviesjtivrrie, o nome de uma aldeia lapónica existente anteriormente no local.                                                                                                                                           Deriva das palavras lapónicas tirvies (doador generoso)  e  jcivrrie (lago), uma alusão a um lago com peixe.                                                                                 
A localidade está mencionada como Arues järff by em 1600.

## Comunicações
A comuna de Arvidsjaur é atravessada pela  estrada europeia E45  (Gotemburgo–Karesuando) e pela estrada nacional 95 (”Estrada da Prata”; Skellefteå–Noruega). A estrada nacional 94 vai de Arvidsjaur a Luleå.
A linha férrea do Interior liga Arvidsjaur a Kristinehamn e a Gällivare.
Dispõe do aeroporto de Arvidsjaur a 10 km do centro da cidade.

Arvidsjaur
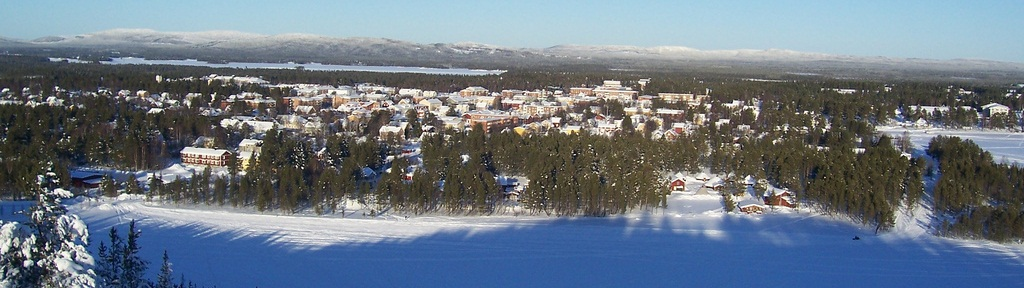
Vista da cidade de Arvidsjaur
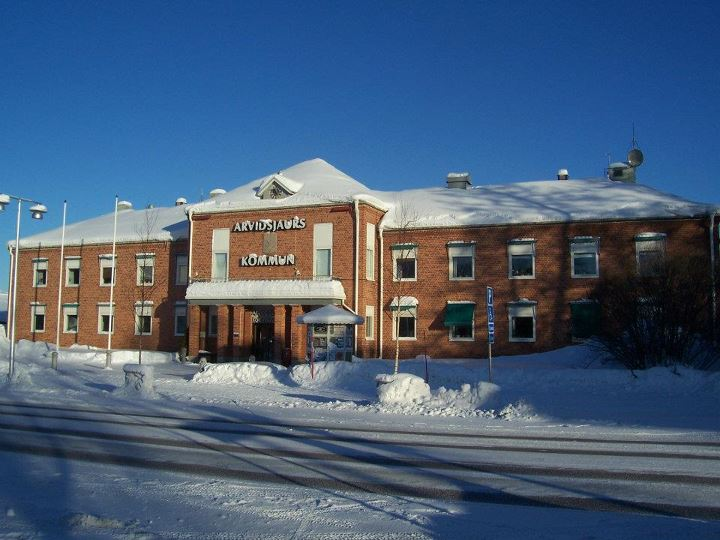
Câmara municipal (Prefeitura)
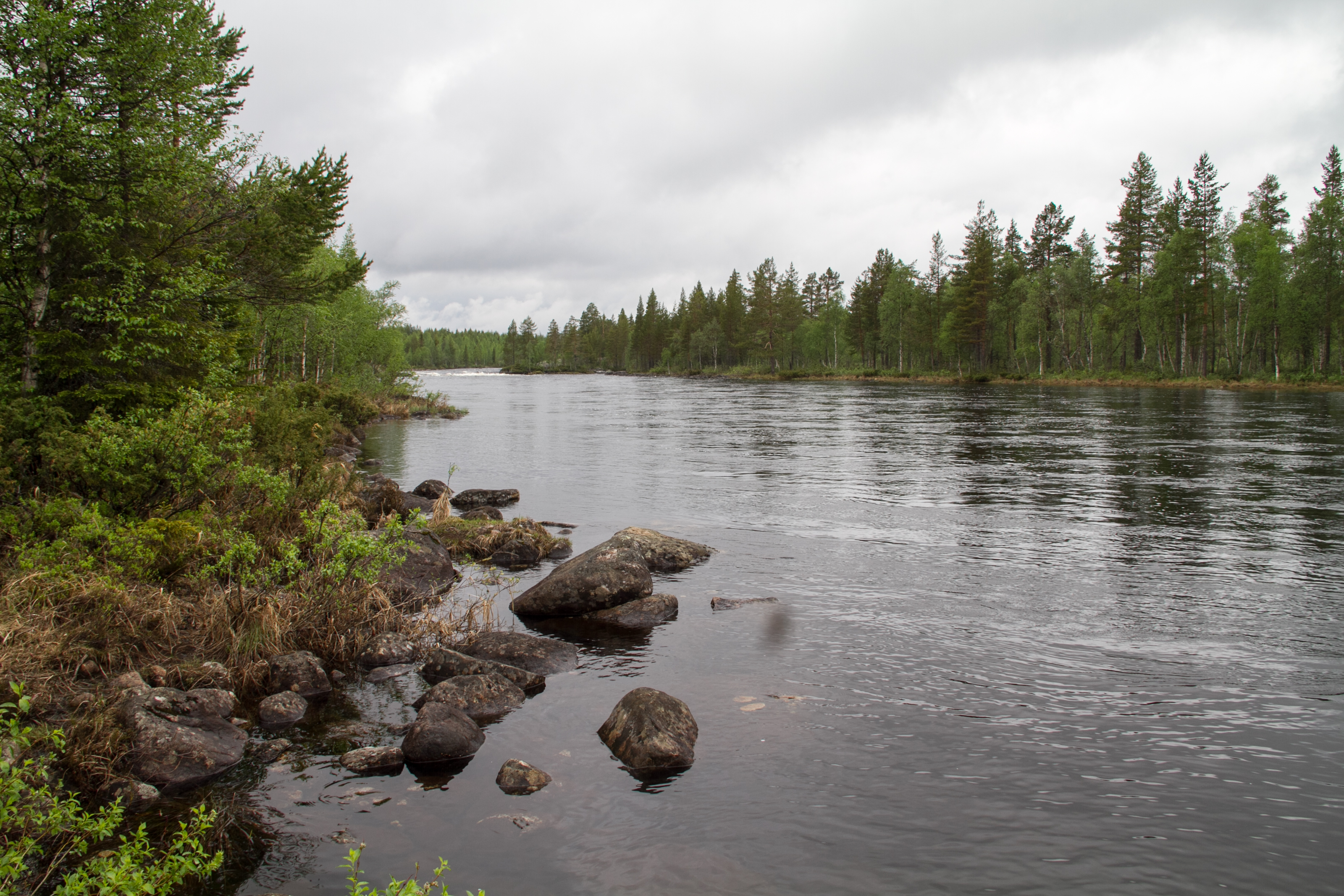
A queda de água Hällselefallet
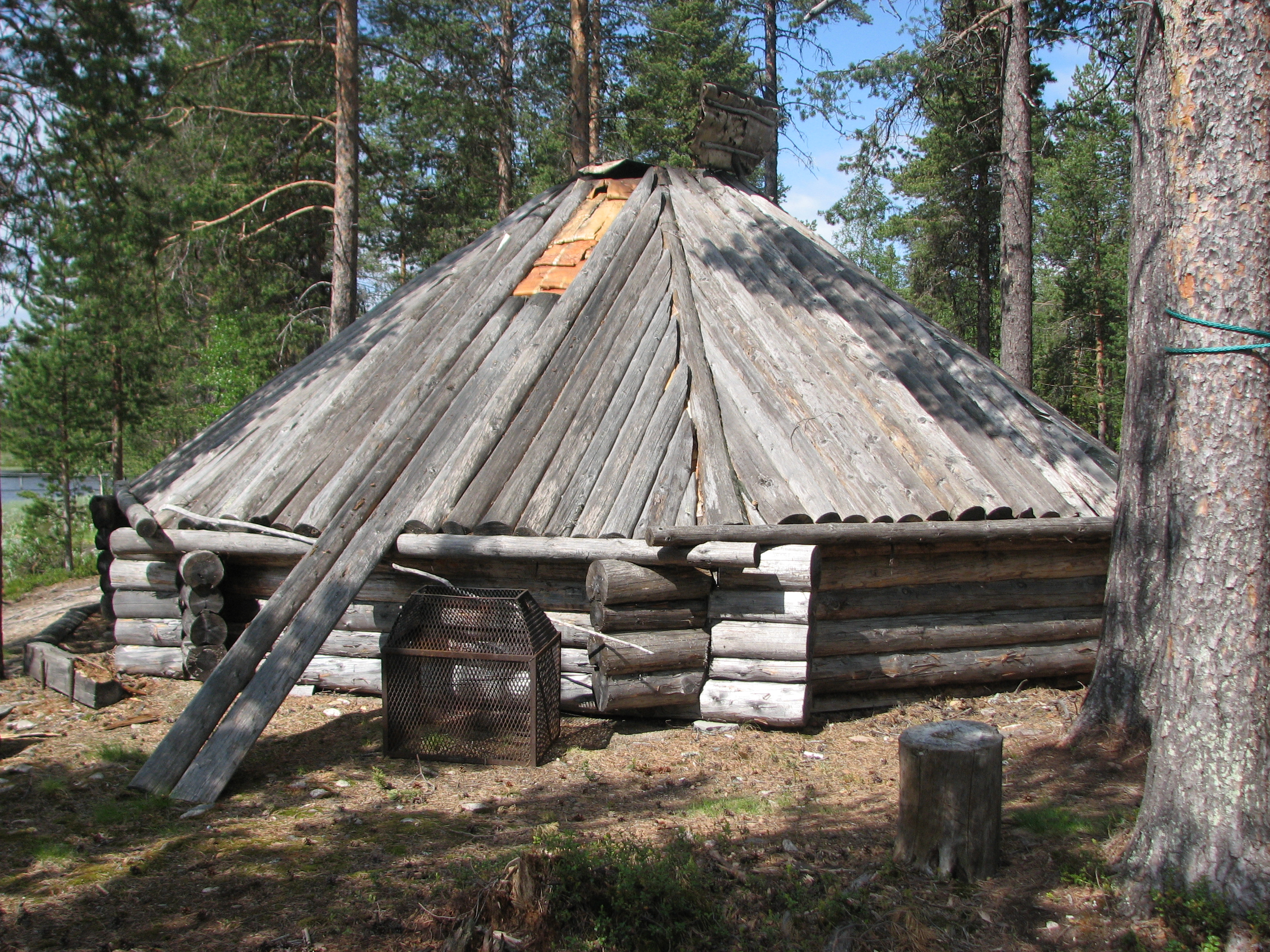
Aldeia lapónica de Båtsuoj